# Olympische Sommerspiele 2016/Moderner Fünfkampf
Bei den XXXI. Olympischen Sommerspielen 2016 in Rio de Janeiro fanden zwei Wettbewerbe im Modernen Fünfkampf statt, je einer für Frauen und Männer. Die Austragungsorte waren verschiedene Sportstätten im Olympiapark Deodoro.

## Medaillenspiegel
| Platz | Land       | Gold | Silber | Bronze | Gesamt |
| ----- | ---------- | ---- | ------ | ------ | ------ |
| 1     | Australien | 1    | –      | –      | 1      |
| 1     | Russland   | 1    | –      | –      | 1      |
| 3     | Frankreich | –    | 1      | –      | 1      |
| 3     | Ukraine    | –    | 1      | –      | 1      |
| 5     | Mexiko     | –    | –      | 1      | 1      |
| 5     | Polen      | –    | –      | 1      | 1      |

## Zeitplan
| Datum                                   | Zeit      | Zeit      | Sportart                               | Wettkampfstätte            |
| --------------------------------------- | --------- | --------- | -------------------------------------- | -------------------------- |
| 18. August                              | 10:00 (F) | 14:30 (M) | Degenfechten (Platzierungsrunde)       | Arena da Juventude         |
| 19. August (Frauen) 20. August (Männer) | 12:00     | 12:00     | 200 m Freistilschwimmen                | Centro Aquático de Deodoro |
| 19. August (Frauen) 20. August (Männer) | 14:00     | 14:00     | Degenfechten (Bonusrunde)              | Arena da Juventude         |
| 19. August (Frauen) 20. August (Männer) | 15:30     | 15:30     | Springreiten                           | Centro Nacional de Hipismo |
| 19. August (Frauen) 20. August (Männer) | 18:00     | 18:00     | Combined (3200 m Crosslauf / Schießen) | Estádio do Deodoro         |

## Ergebnisse

### Einzel Männer
| Platz | Land | Sportler                 | Punkte  |
| ----- | ---- | ------------------------ | ------- |
| 1     | RUS  | Alexander Lessun         | 1479 OR |
| 2     | UKR  | Pawlo Tymoschtschenko    | 1472    |
| 3     | MEX  | Ismael Hernández Uscanga | 1468    |
| 4     | FRA  | Valentin Prades          | 1467    |
| 5     | ITA  | Riccardo De Luca         | 1467    |
| 6     | GER  | Patrick Dogue            | 1463    |
| 7     | AUS  | Max Esposito             | 1462    |
| 8     | IRL  | Arthur Lanigan-O’Keeffe  | 1457    |
| 9     | CZE  | David Svoboda            | 1452    |
| 10    | GBR  | Joseph Choong            | 1451    |
|       |      |                          |         |
| 21    | GER  | Christian Zillekens      | 1417    |

Datum: 18. und 20. August 2016 

36 Teilnehmer aus 25 Ländern

### Einzel Frauen
| Platz | Land | Sportlerin       | Punkte |
| ----- | ---- | ---------------- | ------ |
| 1     | AUS  | Chloe Esposito   | 1372   |
| 2     | FRA  | Élodie Clouvel   | 1356   |
| 3     | POL  | Oktawia Nowacka  | 1349   |
| 4     | GER  | Annika Schleu    | 1336   |
| 5     | GBR  | Kate French      | 1331   |
| 6     | IRL  | Natalya Coyle    | 1325   |
| 7     | ITA  | Alice Sotero     | 1323   |
| 8     | GBR  | Samantha Murray  | 1321   |
| 9     | KAZ  | Jelena Potapenko | 1314   |
| 10    | MEX  | Tamara Vega      | 1311   |
|       |      |                  |        |
| 31    | GER  | Lena Schöneborn  | 1045   |

Datum: 18./19. August 2016

Für Aufsehen sorgte vor allem das Springreiten, bei dem sechs Athletinnen wegen mehrmaliger Verweigerungen ausschieden. Dazu gehörten auch die Olympiasiegerinnen Lena Schöneborn und Laura Asadauskaitė-Zadneprovskienė. Die Kubanerin Leydi Laura Moya musste nach einem schweren Sturz ärztlich behandelt werden, konnte aber am Combined-Event wieder teilnehmen. Bei internationalen Wettkämpfen kommt es selten zu mehr als zwei Eliminationen pro Springreit-Event.
Die ursprünglich viertplatzierte Chen Qian wurde im Juni 2017 wegen Dopings nachträglich disqualifiziert.

## Qualifikation

### Qualifikationskriterien
An den Wettbewerben werden 72 Athleten teilnehmen, jeweils 36 Frauen und Männer. Zwei Quotenplätze waren dem gastgebenden NOK garantiert. Bis zu vier Quotenplätze konnte der Weltverband UIPM nach Abschluss der Qualifikationsphase per Einladung vergeben. Jedes NOK durfte insgesamt bis zu vier Athleten an den Start bringen, jeweils zwei Frauen und Männer.
Die folgenden Qualifikationskriterien galten parallel für Frauen und Männer. Der Sieger des Weltcup-Finales 2015 in Minsk gewann einen Quotenplatz. Bei den Weltmeisterschaften 2015 in Berlin gewannen die drei bestplatzierten Athleten einen Quotenplatz. Weitere Plätze wurden dann bei den kontinentalen Meisterschaften vergeben. Ein Quotenplatz wurde bei den Afrikameisterschaften in Kairo vergeben, fünf bei den Panamerikanischen Spielen in Toronto, sechs bei der Asien-/Ozeanienmeisterschaften in Peking (fünf für Asien, einer für Ozeanien) und acht bei den Europameisterschaften in Bath. Drei weitere Quotenplätze wurden bei den Weltmeisterschaften 2016 in Moskau vergeben. Die letzten sieben Plätze wurden über die Weltrangliste zum Stichtag 1. Juni 2015 verteilt. Hatte ein Athlet bereits einen Quotenplatz gewonnen und erreichte erneut eine Platzierung, die einen Quotenplatz garantierte, so erhielt diesen der nächstfolgende Athlet ohne Quotenplatz.
Liste der Qualifikationsturniere:
- Asien-/Ozeanienmeisterschaften in  Peking, 1. bis 5. Juni 2015
- Weltcupfinale in  Minsk, 12. bis 14. Juni 2015
- Weltmeisterschaften in  Berlin, 28. Juni bis 6. Juli 2015
- Europameisterschaften in  Bath, 17. bis 23. August 2015
- Afrikameisterschaften in  Kairo, 21. bis 23. August 2015
- Panamerikanische Spiele in  Toronto, 18. bis 19. Oktober 2015
- Weltmeisterschaften in  Moskau, 23. bis 29. Mai 2016

### Gewonnene Quotenplätze
| Gewonnene Quotenplätze nach NOKs | Gewonnene Quotenplätze nach NOKs | Gewonnene Quotenplätze nach NOKs | Gewonnene Quotenplätze nach NOKs |
| NOK                              | Frauen                           | Männer                           | Gesamt                           |
| -------------------------------- | -------------------------------- | -------------------------------- | -------------------------------- |
| Ägypten                          | 1                                | 2                                | 3                                |
| Argentinien                      | 1                                | 1                                | 2                                |
| Australien                       | 1                                | 1                                | 2                                |
| Brasilien                        | 1                                | 1                                | 2                                |
| Bulgarien                        |                                  | 1                                | 1                                |
| China                            | 2                                | 2                                | 4                                |
| Deutschland                      | 2                                | 2                                | 4                                |
| Frankreich                       | 1                                | 2                                | 3                                |
| Großbritannien                   | 2                                | 2                                | 4                                |
| Guatemala                        | 1                                | 1                                | 2                                |
| Irland                           | 1                                | 1                                | 2                                |
| Italien                          | 2                                | 2                                | 4                                |
| Japan                            | 1                                | 2                                | 3                                |
| Kanada                           | 2                                |                                  | 2                                |
| Kasachstan                       | 1                                | 1                                | 2                                |
| Kuba                             | 1                                | 1                                | 2                                |
| Lettland                         |                                  | 1                                | 1                                |
| Litauen                          | 2                                | 1                                | 3                                |
| Mexiko                           | 1                                | 1                                | 2                                |
| Polen                            | 2                                | 1                                | 3                                |
| Russland                         | 2                                | 1                                | 3                                |
| Südkorea                         | 1                                | 2                                | 3                                |
| Tschechien                       | 1                                | 2                                | 3                                |
| Türkei                           | 1                                |                                  | 1                                |
| Ukraine                          | 1                                | 2                                | 3                                |
| Ungarn                           | 2                                | 2                                | 4                                |
| USA                              | 2                                | 1                                | 3                                |
| Weißrussland                     | 1                                |                                  | 1                                |
| Quotenplätze Gesamt              | 36                               | 36                               | 72                               |